# West Almond (Nueva York)
West Almond es un pueblo ubicado en el condado de Allegany en el estado estadounidense de Nueva York. En el año 2000 tenía una población de 353 habitantes y una densidad poblacional de 3.8 personas por km².

## Geografía
West Almond se encuentra ubicado en las coordenadas 42°18′20″N 77°53′16″O / 42.30556, -77.88778.

## Demografía
Según la Oficina del Censo en 2000 los ingresos medios por hogar en la localidad eran de $43,125, y los ingresos medios por familia eran $38,750. Los hombres tenían unos ingresos medios de $31,364 frente a los $22,188 para las mujeres. La renta per cápita para la localidad era de $17,358. Alrededor del 6.6% de la población estaban por debajo del umbral de pobreza.